# Église-Neuve-de-Vergt
Eglise-Neuve-de-Vergt – miejscowość i gmina we Francji, w regionie Nowa Akwitania, w departamencie Dordogne.
Według danych na rok 1990 gminę zamieszkiwało 307 osób, a gęstość zaludnienia wynosiła 41 osób/km² (wśród 2290 gmin Akwitanii Eglise-Neuve-de-Vergt plasuje się na 873. miejscu pod względem liczby ludności, natomiast pod względem powierzchni na miejscu 1243.).